# Martin Wyldeck
Martin Wyldeck (11 de janeiro de 1914 – 29 de abril de 1988) foi um ator britânico da era do cinema mudo.

## Filmografia selecionada
- My Wife's Lodger (1952)
- Time Bomb (1953)
- The Embezzler (1954)
- Timeslip (1955)
- Just Joe (1960)
- The Girl on the Boat (1961)